# Манифесто
«Манифесто» — второй альбом российской рэп-группы DCMC, выпущенный в 2007 году лейблом «Лев Прав Звук».
Хотя формально первый альбом DCMC также можно считать полноформатным, некоторые критики назвали «Манифесто» «долгожданным дебютным LP».
Основная часть альбома записана после возвращения DJ Flacky и MC Stick из очередной поездки в индийский штат Гоа. Это отразилось на его звучании: появились элементы индийской музыки. Также сильны влияния джаза и даба.
В альбом вошли четыре инструментальных композиции: «Джай шри радхе!», «ДиСи riddim», «Get busy (Dilla RIP)», «Личность». Композиция «Get busy» посвящена памяти детройтского продюсера J Dilla.
Презентация альбома состоялась в московском клубе «Икра» 28 апреля 2007 года. В концерте помимо DCMC приняли участие Чек, Реса, «Традиция», Y.G. & Куст и «ДаБац». Группа «Big Black Boots» была заявлена в программе, но не смогла выступить. Инструментальную поддержку обеспечивал регги-коллектив «Jah Gun».

## Список композиций
1. Вступление
2. М-А-2С-А
3. Принимай внутрь
4. Жирные треки
5. Торжество
6. Есть поэты (скит)
7. Му-зы-ка feat. Традиция
8. Дух джаза (скит)
9. Джай шри радхе!
10. Некст лэвел
11. Вминать их головы [ремикс]
12. No wow feat. Дабац
13. Диси riddim
14. Идеи (скит)
15. Ма2са представляет
16. Бэкиндадэйз
17. Get busy (Dilla rip)
18. Шагаю
19. Личность
20. Не ограничить (опле дваз)
21. Манифесто '2005

## Участники записи
- DJ Flacky — музыка, скрэтчи
- Stick — текст, голос
- Масса — текст, голос
- Традиция — музыка, текст, голос (7)
- Дабац — музыка, текст, голос (12)

## Дизайн обложки
На обложке альбома впервые появился логотип DCMC, стилизованный под индийское письмо. Основное содержание обложки составляет коллаж из следующих предметов: церковь, джазмен-трубач, индийский ситарист, НЛО, микрофон.